# Charles Morerod
Charles Morerod, OP (Riaz, Suiza, 28 de octubre de 1961), es un prelado dominico. El 3 de noviembre de 2011 fue nombrado obispo de Lausana, Ginebra y Friburgo por el papa Benedicto XVI.
Se desempeñó anteriormente como Rector Magnífico de la Universidad Pontificia de Santo Tomás de Aquino (Angelicum), profesor de teología dogmática.  y como Secretario General de la Comisión Teológica Internacional.

## Biografía
Morerod nació el 28 de octubre de 1961 en Riaz, Suiza.  Entró en el noviciado Dominicano en 1983 y fue ordenado sacerdote en 1988.

## Formación
Morerod obtuvo una licenciatura en Teología por la Universidad de Friburgo en 1987, y un doctorado en teología en 1994. Fue capellán de la universidad de  1991 a 1994.
En 1996, obtuvo una licenciatura en filosofía, también de la Universidad de Friburgo, y un doctorado en filosofía de la Universidad Católica de Toulouse en 2004.

## Carrera
De 1987 a 1989 Morerod estaba comprometido en el ministerio pastoral, primero como diácono y luego como vice-sacerdote parroquial de la parroquia de St. Paul, en Ginebra.
De 1989 a 1992 fue asistente en la Facultad de Teología, luego en la Universidad de Friburgo 1991-1994 y capellán de la Universidad de Friburgo. En 1993 recibió su doctorado en teología y una licenciatura en filosofía en 1996. De 1994 a 1999 fue profesor asociado de Teología Fundamental en la Universidad de Friburgo desde 1996 y profesor de la Universidad Pontificia de Santo Tomás de Aquino. Desde 1997 es editor en la revista francesa Nova et Vetera.
En 1999 se convirtió en profesor de tiempo completo en la Universidad Pontificia de Santo Tomás de Aquino. De 1999 a 2002  enseñó en la Facultad de Teología de Lugano. Fue Vicedecano de la Facultad de Teología de 2003 a 2009 y Decano de la Facultad de Filosofía de la Universidad Pontificia de Santo Tomás de Aquino.  En 2004 obtuvo su doctorado en filosofía en el Instituto Católico de Toulouse. De 2008-2011, fue también director académico del programa Romano para estudiantes de Estudios Católicos en la Universidad de St. Thomas en St. Paul, MN.
En abril de 2009 fue nombrado Secretario General de la Comisión Teológica Internacional y Consultor de la Congregación para la Doctrina de la Fe. Morerod fue nombrado rector del Angelicum, en septiembre de 2009.
Ha sido secretario general de la Comisión Teológica Internacional desde el 22 de abril de 2009,  y consultor de la Congregación para la Doctrina de la Fe. Discípulo del cardenal Charles Journet, ha escrito varios artículos teológicos en la revisión Nova et Vetera, reflexionando sobre los aspectos doctrinales y filosóficos del ecumenismo. También es miembro ordinario de la Academia Pontificia de Santo Tomás de Aquino.
Desde el 26 de octubre de 2009, Morerod ha sido miembro del equipo responsable del diálogo con la Sociedad de San Pío X.
La prensa suiza anunció el 2 de noviembre de 2011, que el Padre Morerod sería nombrado el próximo obispo de la diócesis de Lausana, Ginebra y Friburgo, sucediendo al obispo Bernard Genoud, fallecido 13 meses antes.
El 12 de junio de 2012 el obispo Morerod fue nombrado miembro de la Congregación para la Educación Católica.
El 27 de abril de 2019 fue confirmado como miembro del Pontificio Consejo de la Cultura ad aliud quinquennium.
El 22 de febrero de 2022 fue confirmado como miembro de la Congregación para el Culto Divino y la Disciplina de los Sacramentos.
El 18 de febrero de 2023 fue nombrado miembro del Dicasterio para la Cultura y la Educación.